# Catocala pallidamajor
Catocala pallidamajor là một loài bướm đêm trong họ Erebidae.